# Eagulls
Eagulls est un groupe de post-punk britannique, originaire de Leeds, composé du chanteur George Mitchell, des guitaristes Mark Goldsworthy et Liam Matthews, ainsi que d'Henry Ruddel (batterie) et Tom Kelly (basse). Formé en 2009, le groupe publie deux albums — Eagulls (2014), Ullages (2016) — avant de se séparer en 2018.

## Biographie

### Formation et premiers enregistrements
Fondé en 2009, Eagulls sort un premier single Council Flat Blues le 14 février 2011. Le 24 octobre 2014, le groupe publie un single partagé avec le groupe Mazes. Il contient une reprise de Misery de Wipers.
En 2012, un EP homonyme sort à la fois sur le label londonien Sexbeat, et sur le label canadien Deranged Records.
En 2013, le groupe signe avec Partisan Records et publie deux singles, dont Nerve Endings contenant une reprise de Requiem de Killing Joke.

### Premier album (2014-2015)
En février 2014, le groupe se produit sur le plateau du Late Show with David Letterman, interprétant la chanson Possessed devant Bill Murray.
Leur premier album, Eagulls, sort en mars 2014. Il obtient un bon accueil critique, avec un score moyen de 74/100, sur la base de 26 critiques collectées, sur le site agrégateur de critiques Metacritic. La sortie de l'album est notamment accompagnée d'une tournée américaine.

### Deuxième album (2016)
En mai 2016, le groupe publie son deuxième album, Ullages, une nouvelle fois sur Partisan Records. Le titre est une anagramme du nom du groupe.

### Séparation du groupe (2018)
En mai 2021, le chanteur George Mitchell a confirmé son départ du groupe lors d'une interview. Il est désormais peintre et a démarré un nouveau projet musical intitulé Honesty.

## Formation
- George Mitchell – chant
- Mark Goldsworthy – guitare
- Liam Matthews – guitare
- Tom Kelly – basse
- Henry Ruddel – batterie

## Discographie

### Albums
- 2014 : Eagulls
- 2016 : Ullages

### Singles et EP
- 2011 : Council Flat Blues
- 2011 : Wipers (split avec Mazes)
- 2012 : Eagulls EP
- 2013 : Nerve Endings
- 2013 : Opaque